# Andrea Caccioli
Andrea Caccioli (Spello, 30 novembre 1194 – Spello, 3 giugno 1254) è stato un presbitero italiano.
È venerato come beato dalla Chiesa cattolica.
Discepolo di San Francesco, fu il primo sacerdote e parroco a divenire frate.

## Biografia
Il beato Andrea Caccioli o Andrea da Spello nacque a Spello il 30 novembre 1194. Alla fonte battesimale fu chiamato con il nome dell'apostolo Andrea, di cui in quel giorno si celebrava la festa. Nel 1216-1217 fu ordinato presbitero e nominato parroco di Spello nella pieve di San Severino. Nel 1223, affascinato dalla radicale esperienza di San Francesco, entrò nell'Ordine francescano a Santa Maria degli Angeli e il 3 ottobre 1226 fu presente al beato transito di San Francesco. 
Nel 1233 a Soria, città spagnola provata da una grande siccità, con la preghiera ottenne abbondanti piogge, sicché fu proclamato dal popolo "Andrea delle acque" o "Santo delle acque". Dal 1243 si ritirò per alcuni anni nell'eremo delle carceri dove ebbe estasi e visioni. Nel 1248 Santa Chiara gli affidò la cura e l'assistenza spirituale del monastero di Vallegloria, presso Spello. Successivamente fu guardiano del convento di Sant'Andrea in Spello e si prodigò per la pacificazione tra guelfi e ghibellini, tanto da meritarsi il titolo di "Angelo della pace". Il 3 giugno 1254 chiuse la sua vita terrena e venne sepolto con onore nella chiesa di Sant'Andrea.

## Culto
Nel 1360 fu proclamato compatrono della sua città. Il 25 luglio 1738 papa Clemente XII riconobbe e approvò ufficialmente il suo culto, fissato già anticamente il 3 giugno.